# Carmine Faraco
Carmine Faraco (Napoli, 15 dicembre 1962) è un cabarettista, cantante e attore italiano.

## Biografia
Ha partecipato ad alcuni film, come Ricomincio da tre, I fichissimi, Il tassinaro e L'allenatore nel pallone. Intanto si divide tra televisione, radio e teatro. Ha partecipato alla seconda e terza edizione del Seven Show e al Maurizio Costanzo Show nel 2003. Nel marzo 2010 ha partecipato allo show di Gigi D'Alessio, Gigi, questo sono io.
(Carmine Faraco.)
Nel 2007 entra a far parte del cast dei comici di Colorado Cafè. Qui impersona "L'uomo dei Pecchè", in cui analizza in maniera dissacrante dei testi di canzoni più o meno famose, ulteriormente ridicolizzate nel momento in cui paragona i vari cantanti e cantautori italiani (come Antonello Venditti, Franco Battiato, Alex Britti, Tiziano Ferro, Gigi D'Alessio e altri) alle grandi band inglesi, come i Genesis, i Pink Floyd, i Deep Purple. Con lo stesso tipo di sketch è comparso anche a Made in Sud nel 2013.
Il 5 maggio 2011 è stato pubblicato il suo primo brano, Pecchè (Perché), in cui riprende gli stessi temi dei suoi sketch più popolari.
A teatro, con Sandro Ghiani, Alvaro Vitali e Sergio Di Pinto, è in Terapia col fischio o senza? (2024), regia di Paolo Andreotti e ne Gli investigatonti (2025), entrambi per la regia di Valentino Fanelli.

## Filmografia

Carmine Faraco in una scena del film Così parlò Bellavista (1984) di Luciano De Crescenzo

### Cinema
- Ricomincio da tre, regia di Massimo Troisi (1981)
- I fichissimi, regia di Carlo Vanzina (1981)
- In viaggio con papà, regia di Alberto Sordi (1982)
- Io so che tu sai che io so, regia di Alberto Sordi (1982)
- W la foca, regia di Nando Cicero (1982)
- Il tassinaro, regia di Alberto Sordi (1983)
- Spiaccichiccicaticelo, regia di Leone Creti (1984)
- Mi manda Picone, regia di Nanni Loy (1984)
- L'allenatore nel pallone, regia di Sergio Martino (1984)
- Così parlò Bellavista, regia di Luciano De Crescenzo (1984)
- Le due vite di Mattia Pascal, regia di Mario Monicelli (1985)
- Il mistero di Bellavista, regia di Luciano De Crescenzo (1985)
- L'uomo della guerra possibile, regia di Romeo Costantini (1986)
- Animali metropolitani, regia di Steno (1987)
- Se lo scopre Gargiulo, regia di Elvio Porta (1988)
- Pierino torna a scuola, regia di Mariano Laurenti (1990)
- Pierino Stecchino, regia di Claudio Fragasso (1992) – mai distribuito
- Gratta e vinci, regia di Ferruccio Castronuovo (1996)
- Un uomo perbene, regia di Maurizio Zaccaro (1999)
- Il cielo in una stanza, regia di Carlo Vanzina (1999)
- All'ultima spiaggia, regia di Gianluca Ansanelli (2012)
- Il mio amico Massimo, regia di Alessandro Bencivenga – docufilm (2022)

### Televisione
- Roller Wings, regia di Stefania Casini – film TV (1988)
- Sapore di gloria – serie TV (1988)
- Una prova d'innocenza, regia di Tonino Valerii – film TV (1991)
- I ragazzi del muretto – serie TV, episodio 1x08 (1991)
- Dio ci ha creato gratis, regia di Angelo Antonucci – miniserie TV (1998)
- Anni '50, regia di Carlo Vanzina – miniserie TV (1998)
- Un posto al sole – soap opera (1999)

## Programmi televisivi
- La verità (1981)
- Lo scemo (1981)
- Che fai ridi (1985)
- Il sola (1985)
- Diventerò padre (1987)
- Puffando puffando (1991)
- La sai l'ultima? (Canale 5, 1993)
- Seven Show (Italia 7, 1996)
- Cantautori (1998)
- Domenica in (Rai 1, 1998)
- Mandarancia meccanica (2000)
- Maurizio Costanzo Show (Canale 5, 2003)
- Barbecue (2004)
- Bulldozer (Rai 2, 2004)
- Colorado (Italia 1, 2007-2010)
- Top of the Pops (Rai 2, 2010)
- Gigi, questo sono io (Rai 1, 2010)
- Made in Sud (Rai 2, 2013)

## Discografia
- 2011 – Pecchè - CD singolo
- 2022 – Io non posso entrare - brano singolo

## Opere
- Pecché - La fabbrica dell'incubo (l'incubatrice), Edizioni NPE, 2016.